# French E. Chadwick
Pour les articles homonymes, voir Chadwick.
Le contre-amiral French Ensor Chadwick (29 février 1844 - 27 janvier 1919) était un officier de la marine américaine (US Navy) qui s'est illustré dans le mouvement de réforme navale de l'après-guerre de Sécession. Il s'est particulièrement distingué par ses contributions à l'éducation navale et a été président du Naval War College de 1900 à 1903.

## Biographie
Originaire de Morgantown en Virginie-Occidentale, il fréquente l'Académie navale des États-Unis (United States Naval Academy) de 1861 à 1864. Pendant la guerre de Sécession, l'académie a été déplacée d'Annapolis (Maryland) à Newport (Rhode Island), en raison de craintes de sympathie sécessionniste dans le Maryland, un État frontalier.
En 1881, le capitaine de corvette Chadwick dirige l'enquête sur les signaux de brouillard du phare de Little Gull Island, dans le détroit de Long Island, après que le Galatea a navigué dans le brouillard dans la soirée du 12 mai 1881,.
Parmi ses principaux commandements en mer figure la canonnière USS Yorktown, mise en service en 1889. Il participe à la guerre hispano-américaine et prend part à la bataille de Santiago de Cuba.
En tant que commandant de l'escadre de l'Atlantique Sud (South Atlantic Squadron), il a joué un rôle majeur dans l'incident Perdicaris en 1904 au Maroc.
Il était également un historien réputé, auteur de plusieurs ouvrages publiés, dont un sur les causes de la guerre civile.
Dans un discours prononcé en 1917, il se plaint que les Américaines n'ont pas assez d'enfants par rapport aux immigrés et que "bientôt, les vieux Américains seront complètement remplacés". Il a également accusé les garçons d'être rendus efféminés en raison de l'exposition des enseignantes des écoles publiques.

## Décorations
- Civil War Campaign Medal
- Sampson Medal
- West Indies Campaign Medal
- Spanish Campaign Medal

## Portrait
Chadwick a été interprété par Roy Jenson dans le film Le Lion et le Vent (The Wind and the Lion) de John Milius, sorti en 1975.